# Bahon (Haïti)
Bahon (Haïtiaans-Creools: Bawon) is een stad en gemeente in Haïti met 23.000 inwoners. De plaats ligt aan de Grande Rivière du Nord, 37 km ten zuidoosten van de stad Cap-Haïtien. De gemeente maakt deel uit van het arrondissement Grande-Rivière-du-Nord in het departement Nord.
Er wordt koffie, sinaasappelen en limoenen verbouwd. Ook vindt er industriële verwerking van koffie plaats.
Rond 1915 lag Bahon aan de spoorlijn vanuit Cap-Haïtien.

## Indeling
De gemeente bestaat uit de volgende sections communales:
| Nr. | Naam               | Km²   | Inw.2015 |
| --- | ------------------ | ----- | -------- |
| 1   | Bois Pin           | 26,26 | 6.471    |
| 2   | Bailly (of Bailla) | 38,25 | 13.503   |
| 3   | Montagne Noire     | 11,87 | 3.277    |